# 延安西路駅 (貴陽市)
延安西路駅（えんあんせいろえき）は、中華人民共和国貴州省貴陽市雲岩区延安西路と浣紗路と棗山路の交差点にある、貴陽軌道交通2号線及び3号線の駅である。

## 歴史
工事時の仮駅名は「浣紗路駅」であった。
- 2021年4月28日：2号線の駅として開業[2]。
- 2023年12月16日：3号線の駅が開業し、乗換駅となる[3]。

## 駅構造
両線とも島式ホーム1面2線を有する地下駅。2号線ホームは延安西路寄りの、3号線ホームは棗山路寄りの地下にある。
2号線紫林庵駅側には2線の引き上げ線が設置され、3号線松花路駅側には片渡り線が配置されている。また、2号線中興路方面と3号線桐木嶺方面の間には連絡線が敷かれており。

### のりば

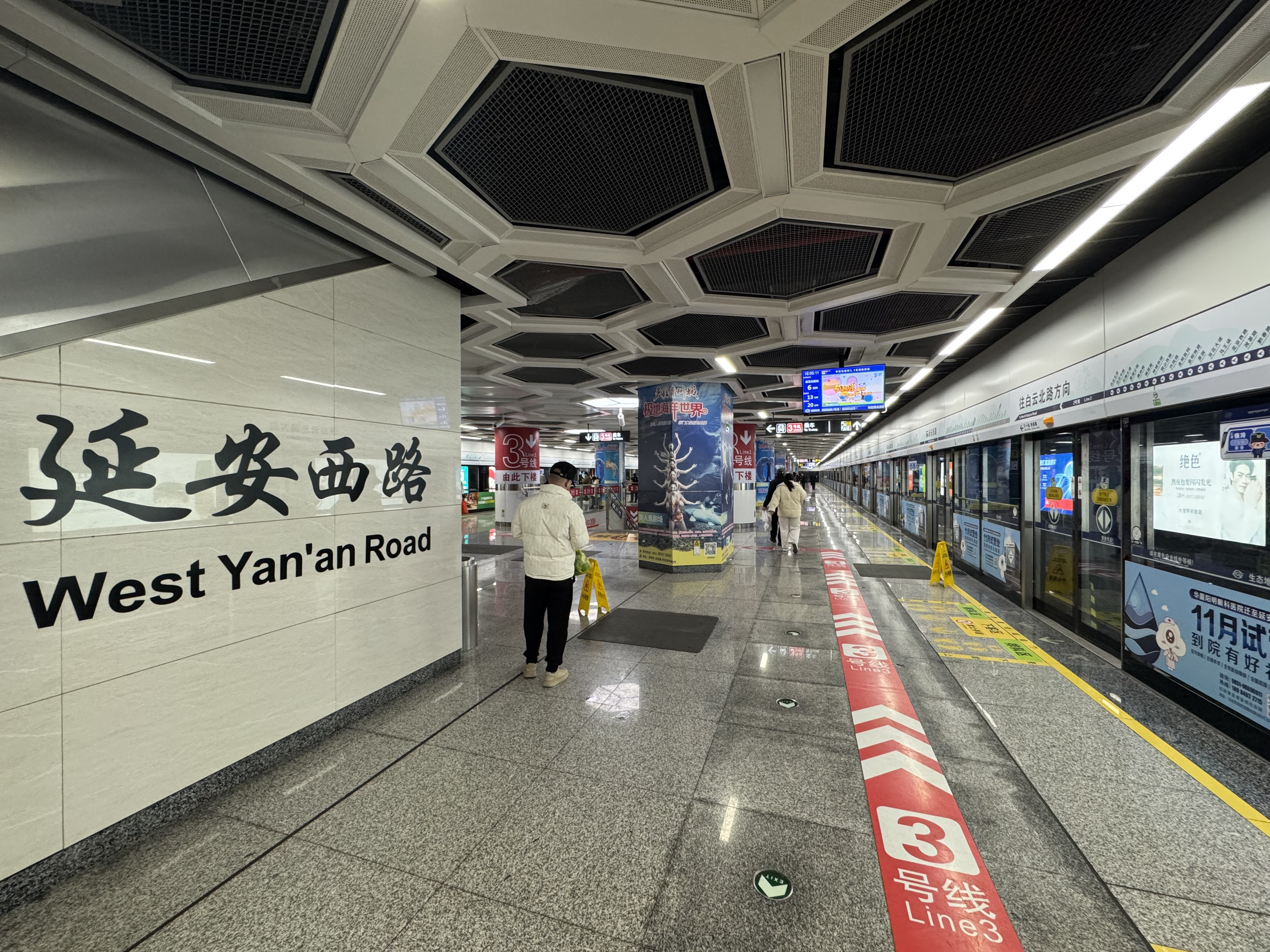
2号線ホーム

| 路線                   | 方向   | 行先                   |
| ---------------------- | ------ | ---------------------- |
| 2号線ホーム（地下2階） |        |                        |
| ■ 2号線                | 北西行 | 白雲北路方面           |
| ■ 2号線                | 南東行 | 龍洞堡機場・中興路方面 |
| 3号線ホーム（地下3階） |        |                        |
| ■ 3号線                | 南行   | 桐木嶺（省委党校）方面 |
| ■ 3号線                | 北行   | 洛湾方面               |

## 駅周辺
- 柳湾小区
- 市西浜河商業街
- 鴻基馨苑
- 貴運ビル
- 雄駿国際ビル
- 盛世明珠
- 福利ビル
- 港天ビル
- 金色家園

## 隣の駅
貴陽軌道交通
■ 2号線
黔春路駅 - 延安西路駅 - 紫林庵駅
■ 3号線
松花路駅 - 延安西路駅 - 黔霊山公園駅